# Fau-de-Peyre
Pour les articles homonymes, voir Fau et Peyre.
Fau-de-Peyre est une ancienne commune française, située dans le département de la Lozère en région Occitanie. 
Ses habitants sont appelés les Faupeyrens.

## Géographie

### Localisation
À 10 km de l'A75, ce village est situé sur le plateau du Gévaudan, face à la Margeride à l'Est et adossé à  l'Aubrac à l'Ouest. La Rimeize, petite rivière ( à truites) qui prend sa source sur un versant du Montivernoux, traverse la commune du pont de Gazenier au Nord-Ouest, en passant par Gévaudan, le Saut de Londe, les Moulins de Bauregard, les moulins de Graniboules, Vareilles, les moulins du Chambon avant de se jeter dans la Truyère, affluent du Lot près du Pont de Basile dans la commune de Rimeize qui lui a donné son nom.

### Communes limitrophes
|                                     | Les Bessons                         |                                 |
| La Fage-Montivernoux                | Fau-de-Peyre                        | Aumont-Aubrac (Peyre en Aubrac) |
| Prinsuéjols (Prinsuéjols-Malbouzon) | La Chaze-de-Peyre (Peyre en Aubrac) |                                 |

## Toponymie
Le Fau, prononcé Fāou tire son origine du mot latin fagus qui désigne le hêtre, ou ce que nous appelons plus communément le fayard. En occitan, peyre signifie « pierre ». Le complément « de Peyre », ajouté plus tard au nom du village, provient du fait que le Fau faisait partie de la « Terre de Peyre » qui était administrée par les Seigneurs de PEYRE au même titre que La Chaze de Peyre, Sainte Colombe de Peyre, Saint Sauveur de Peyre, Saint Léger de Peyre.
Lou Fāou est un nom de lieu-dit, où s’élevait sur la place publique un « fāou » d’une grandeur et d'une beauté remarquable. Il fallait, dit-on, trois ou quatre hommes se tenant par la main pour en faire le tour.  Mais, ce qui est important, c’est bien les dimensions du tronc qui ont conféré à cet arbre une très grande notoriété au point de donner son nom au lieu-dit, puis au hameau, et pour finir au village devenu au fil des âges paroisse, puis chef-lieu de commune.
Au début du XXe siècle, notre fāou était très mal en point. Les dimanches, avant la messe, lorsqu'il faisait chaud, les gens s'y réunissaient et profitaient de son ombre. Un violent coup de vent du midi jeta en 1901 le géant à terre. Il tomba dans le cimetière en direction nord - nord-est.

## Histoire

### Château de Fau-de-Peyre
Ce château fut construit au XVIIe siècle par le comte de Peyre dit "le Grand César" pour un de ses fils, abbé.
Aujourd'hui, il ne reste rien de cet édifice. 
Devenu un danger public, en 1963, la municipalité décida de le faire démolir.
Seules, certaines pierres délimitant le parking du château, rappellent aujourd'hui l'emplacement.

## Politique et administration
| Période      | Période                   | Identité        | Étiquette | Qualité     |
| ------------ | ------------------------- | --------------- | --------- | ----------- |
| janvier 2017 | En cours (au 7 juin 2020) | Daniel Mantrand | DVD       | Agriculteur |

| Période                                  | Période       | Identité        | Étiquette | Qualité     |
| ---------------------------------------- | ------------- | --------------- | --------- | ----------- |
| Les données manquantes sont à compléter. |               |                 |           |             |
| 2001                                     | 2008          | Roger Pagès     |           |             |
| 2008                                     | décembre 2016 | Daniel Mantrand | DVD       | Agriculteur |

### Découpage administratif
Fau-de-Peyre faisait partie du canton d'Aumont-Aubrac, nommé canton de Peyre en Aubrac depuis 2020.
| Canton d'Aumont-Aubrac | Canton d'Aumont-Aubrac                                                                                         | Canton d'Aumont-Aubrac |
| ---------------------- | --- | ---------------------- |
| d'Aumont-Aubrac        | - Aumont-Aubrac - La Chaze-de-Peyre - Fau-de-Peyre - Javols - Sainte-Colombe-de-Peyre - Saint-Sauveur-de-Peyre |                        |

## Démographie
L'évolution du nombre d'habitants est connue à travers les recensements de la population effectués dans la commune depuis 1793. À partir du 1er janvier 2009, les populations légales des communes sont publiées annuellement dans le cadre d'un recensement qui repose désormais sur une collecte d'information annuelle, concernant successivement tous les territoires communaux au cours d'une période de cinq ans. 
Pour les communes de moins de 10 000 habitants, une enquête de recensement portant sur toute la population est réalisée tous les cinq ans, les populations légales des années intermédiaires étant quant à elles estimées par interpolation ou extrapolation. Pour la commune, le premier recensement exhaustif entrant dans le cadre du nouveau dispositif a été réalisé en 2005,.
En 2014, la commune comptait 189 habitants, en évolution de +6,18 % par rapport à 2009 (Lozère : −1,04 %, France hors Mayotte : +2,49 %).
| 1793 | 1800 | 1806 | 1821 | 1831 | 1836 | 1841 | 1846 | 1851 |
| ---- | ---- | ---- | ---- | ---- | ---- | ---- | ---- | ---- |
| 738  | 532  | 720  | 588  | 619  | 655  | 608  | 709  | 711  |

| 1856 | 1861 | 1866 | 1872 | 1876 | 1881 | 1886 | 1891 | 1896 |
| ---- | ---- | ---- | ---- | ---- | ---- | ---- | ---- | ---- |
| 653  | 632  | 558  | 597  | 611  | 612  | 659  | 584  | 585  |

| 1901 | 1906 | 1911 | 1921 | 1926 | 1931 | 1936 | 1946 | 1954 |
| ---- | ---- | ---- | ---- | ---- | ---- | ---- | ---- | ---- |
| 603  | 597  | 539  | 551  | 540  | 510  | 509  | 468  | 364  |

| 1962 | 1968 | 1975 | 1982 | 1990 | 1999 | 2005 | 2010 | 2014 |
| ---- | ---- | ---- | ---- | ---- | ---- | ---- | ---- | ---- |
| 302  | 231  | 237  | 201  | 181  | 180  | 176  | 182  | 189  |

## Culture locale et patrimoine

### Lieux et monuments
L'église du Fau est citée en 1109 dans le fameux testament d'Aldebert II, évêque de Mende. Sa nef a deux travées, son abside sept pans ; tout est voûté à la romane. Au-dessus de l'arc triomphal, se dressent les quatre baies du clocher (dont une est aveugle) ; ce clocher ne manque pas d'admirateurs ; il doit son panache aux restaurateurs de 1797, qui réparèrent les dégâts de la Révolution.

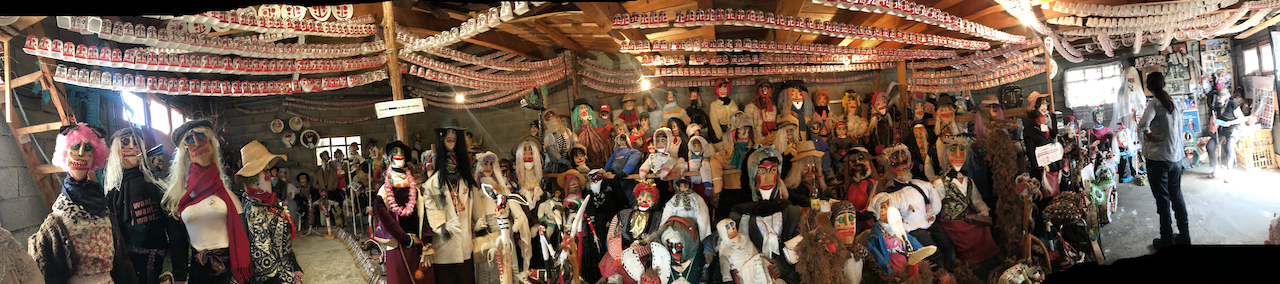
Epouvantails et décorations du musée de Fau de Peyre

Musée des épouvantails un couple de retraités crée des épouvantails (plus de 300) et des décorations avec une multitude d'objets (pots de yaourt, bouchons…) qu'ils recyclent.

### Langue
Le dialecte traditionnel du village est l'occitan languedocien appelé localement le patois, avec toutefois quelques traits auvergnats comme les rhotacismes.

### Héraldique
|  | La Devise : " MOLA VITA EST " Le moulin est la vie Écu Chapé - Ployé : Au 1, d'or au hêtre de gueule. Au 2, d'azur à la tour d'argent. Au 3, d'argent à l'aigle de sable, de Peyre. Blason conçu par M. Michel THUAULT, et officialisé par le conseil municipal du 24 août 2010. |

" MOLA VITA EST " - LE MOULIN EST LA VIE.
Le rôle des moulins est capital dans la fondation du pays.
Il existe des moulins à eau sur la Rimeize depuis des temps immémoriaux.
Sur la commune, environ 15 moulins furent dénombrés sur plus de dix siècles. Ils servaient à faire de la farine de céréales, mais également de la farine et de l'huile de faînes. Le mot faîne" vient du latin fagina qui désigne le fruit du hêtre.